# Aleksandr Zvérev Sr.
Aleksandr Mijáilovich Zvérev (Sochi, 22 de enero de 1960) es un exjugador de tenis profesional de Rusia, que compitió por la Unión Soviética.

## Vida personal
En 1991, Aleksandr Zvérev Sr. y su mujer, la jugadora de tenis profesional Irina Zvéreva, se trasladaron a Alemania. Su hijo Mischa Zverev nació en Rusia, pero se crio en Alemania y representa al país adoptivo de su familia en el ATP World Tour. Otro hijo, Alexander Zverev "Sascha", se convirtió en jugador profesional en 2013.

## Carrera
En 1979, el ruso hizo su primera aparición con el equipo soviético de la Copa Davis.
Zvérev fue medallista de bronce en el evento individual masculino en la Universiada de 1983. Ganó la medalla de oro en individual en los Juegos de la Amistad, que se llevaron a cabo en 1984. Lo hizo mejor que dos años después en la Universiada de 1985, ganando la medalla de oro en individual y dobles, asociado con Serguéi Leoniuk.
Apareció en tres torneos de Grand Slam durante su carrera. En el Abierto de Australia de 1985 se clasificó para el cuadro principal y fue derrotado en la primera ronda por Tim Wilkison. Jugó de nuevo la clasificación, Zvérev perdió con Tim Mayotte en la primera ronda en el Campeonato de Wimbledon de 1986 y fue derrotado en tres sets. Como jugador de dobles mixtos participó en el Abierto de Francia de 1986, con Svetlana Chérneva.
Zvérev ha jugado sobre todo en el Circuito de Challenger, donde tuvo victorias sobre dos jugadores top 50, Andréi Chesnokov y Jan Gunnarsson. Sin embargo, llegó a la segunda ronda del Ginebra Open de 1985, un torneo Grand Prix.
Jugó su última Copa Davis en 1987.